# Пустынный западный гофер
Пустынный западный гофер (лат. Gopherus agassizii) — вид сухопутных черепах.

## Описание

### Внешний вид
Панцирь высокий, куполообразный или немного приплюснутый. Карапакс коричневый, с рисунком, пластрон — жёлтый. Размеры панциря взрослых особей колеблются от 23 до 37 см. Передние лапы сильно уплощённые с короткими и широкими когтями — своеобразные «лопаты» для рытья почвы. Самцы обладают удлинёнными горловыми щитками, которые они применяют как оружие во время поединков за самку (сходное приспособление есть у мадагаскарской клювогрудой черепахи).

### Распространение и места обитания
Встречается в США и Мексике. В США распространён в юго-западной Юте, южной Неваде, западной Аризоне и юго-восточной Калифорнии в пустыне Мохаве. В Мексике ареал пустынного западного гофера охватывает большую часть пустыни Сонора, включая остров Тибурон и северо-запад штата Синалоа. Предполагается наличие этих черепах в Байя-Калифорния. На острове Тибурон они уже практически исчезли. Максимальная численность отмечена в штатах Калифорния и Невада. В одной из известных популяций в Неваде насчитывали около 2000 особей, к концу 80-х годов XX века она сократилась до 350. Популяции разрознены и изолированы друг от друга.
Пустынные западные гоферы предпочитают биотопы с низкорослой пустынной растительностью и почвой, пригодной для рытья нор.

### Поведение
Выкапывают для себя норы протяжённостью до 14 метров.
В засушливые годы в жаркое летнее время активность этих черепах снижается.
На севере ареала, в Юте, гоферы зимуют группами в собственных глубоких норах. Южнее, в Аризоне, они используют для зимовки углублённые норы луговых собачек. В Соноре, где зимы мягкие, гоферы вообще не устраиваются на зимовку. Черепахи из Юты регулярно совершают сезонные миграции между зимовочными убежищами у подножия холмов и летними кормовыми участками на равнине.

### Питание
Питаются пустынные западные гоферы зелёной растительностью с высоким содержанием влаги: различными травами, листьями кустарников, плодами и цветками опунции. На воле им редко удаётся напиться воды, но при возможности способны за один присест выпить столько, что их вес возрастает на 40 % (подобная способность есть и у других пустынных обитателей — верблюдов).

### Размножение и развитие
В кладке 2—7 яиц. Яйца сферические, слегка овальные, длиной 39—49 мм. Инкубационный период при температуре 30—31°С и влажности 50—60 % составляет 80—130 дней. Черепашата появляются на свет осенью. Они весят 23 г при длине панциря 48 мм. Половой зрелости достигают в 15—20 лет, а продолжительность жизни этих гоферов составляет до 50 лет (по другим данным — до 80).
В 1963—1973 годах в Неваде изучалась динамика роста черепах. В среднем гоферы вырастали в год на 9 мм. Самый быстрый рост наблюдался в апреле—июле.

## Пустынный западный гофер и человек
Численность вида сокращается из-за чрезмерного отлова и разрушения людьми мест его обитания.
Охраняется законом в США и Мексике. Успешно размножается в зоопарках Сан-Диего и Аризоны.

## Содержание в неволе
Необходим просторный террариум с искусственными норами и низким уровнем влажности воздуха. Дневная температура в тёплом углу помещения должна быть в пределах 31—35°С, в прохладном — около 22—25°С. Здесь же располагают неглубокий водоём и укрытие. Ночная температура в тёплом углу должна быть около 21—24°С. Обязательна установка ламп, являющихся источником ультрафиолетовых лучей.

## Иллюстрации

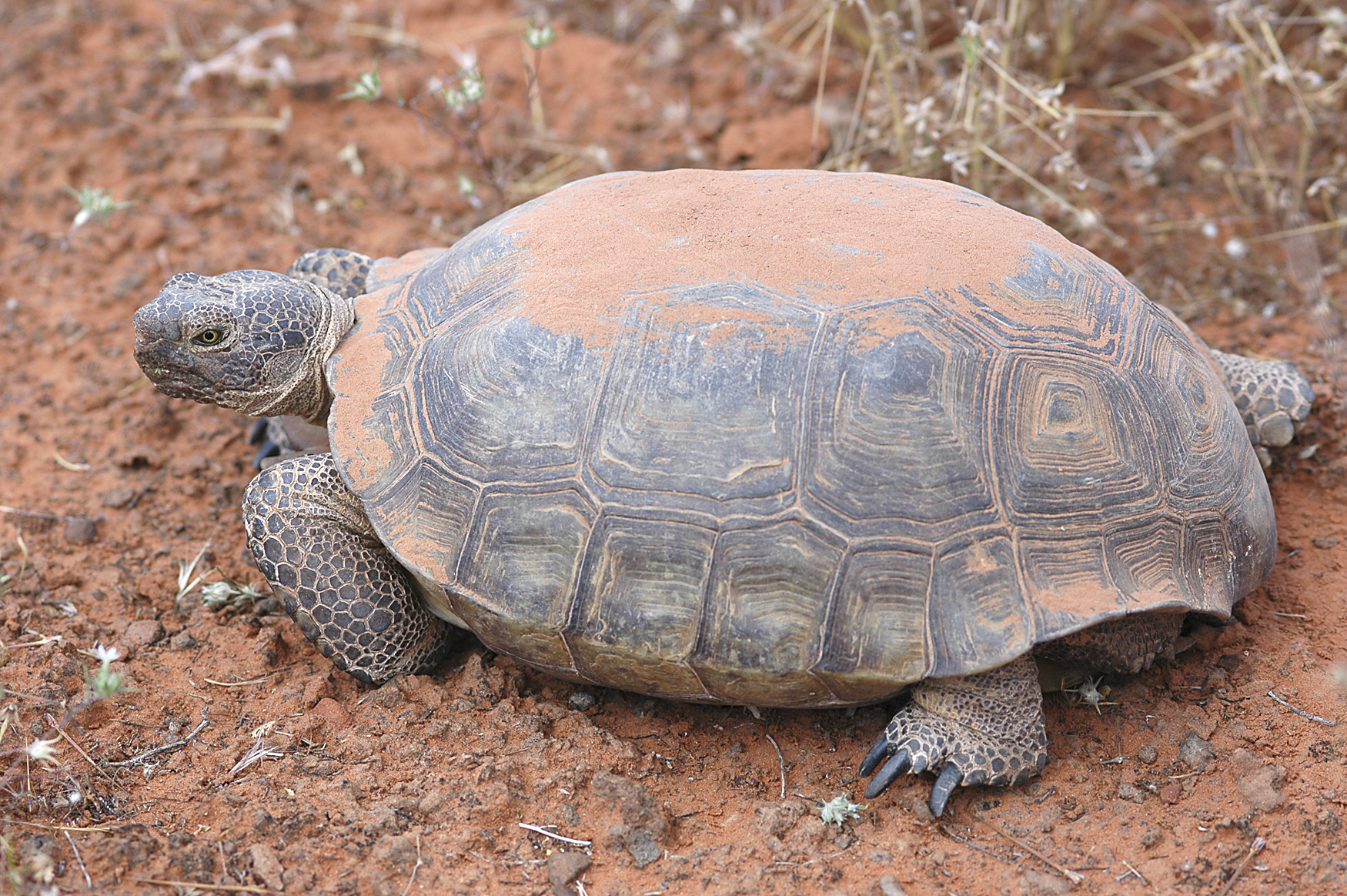
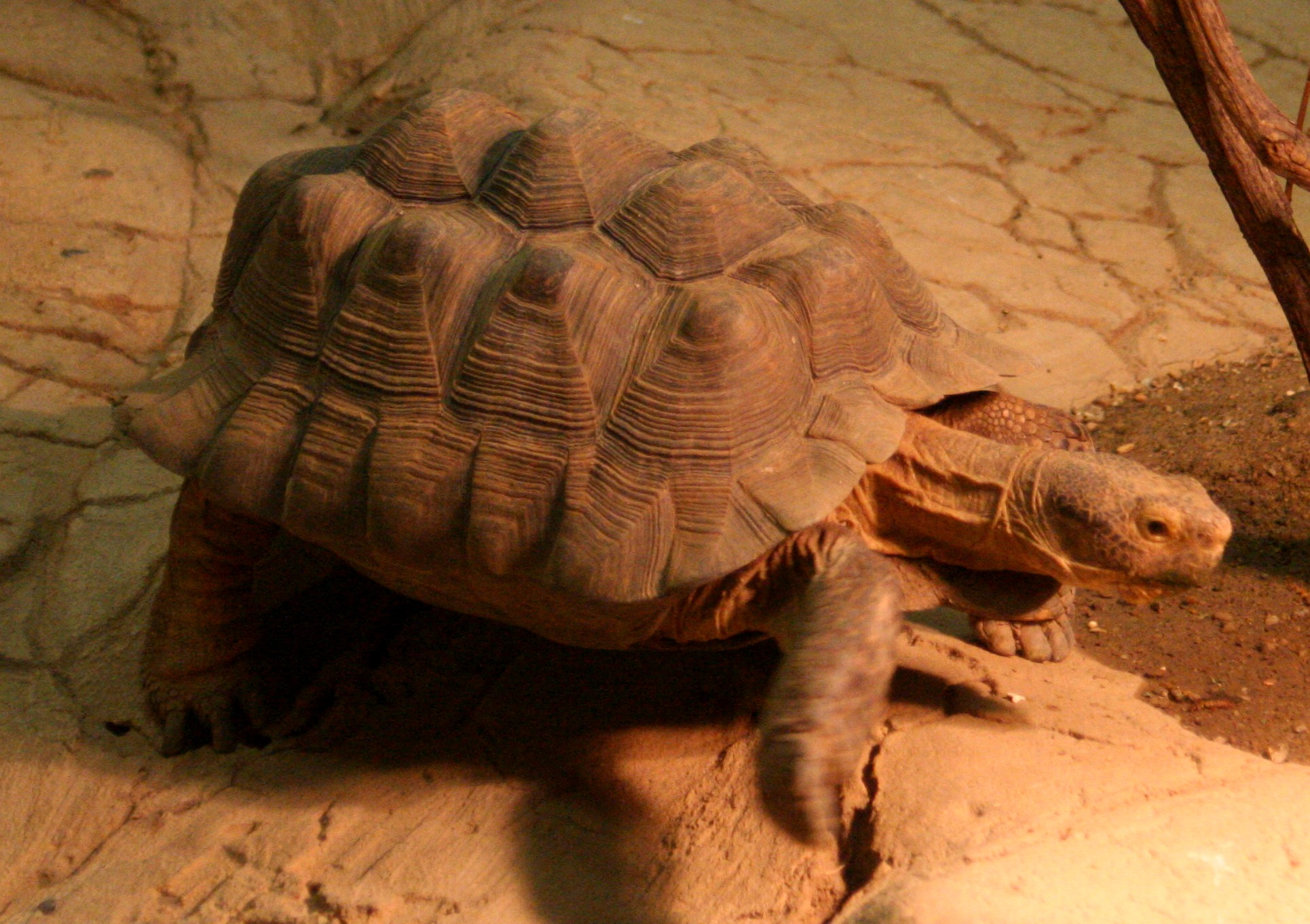
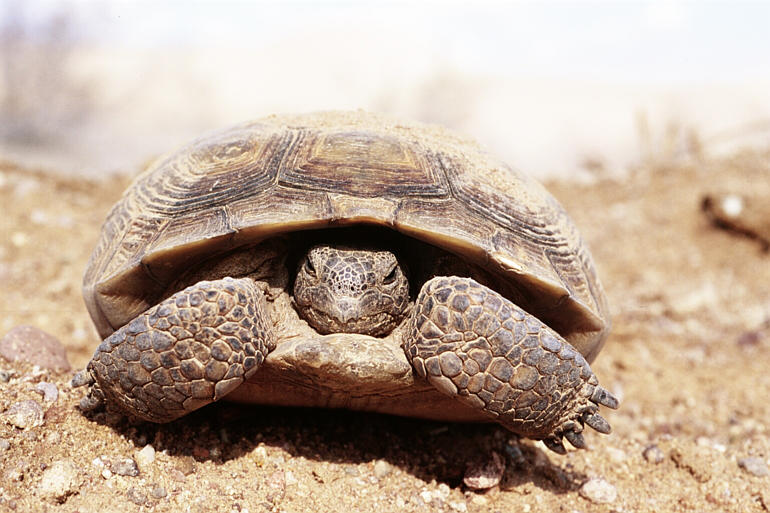
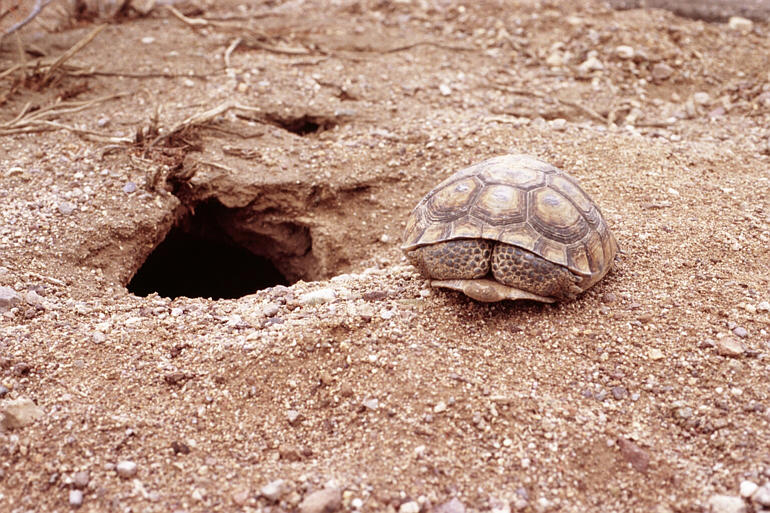
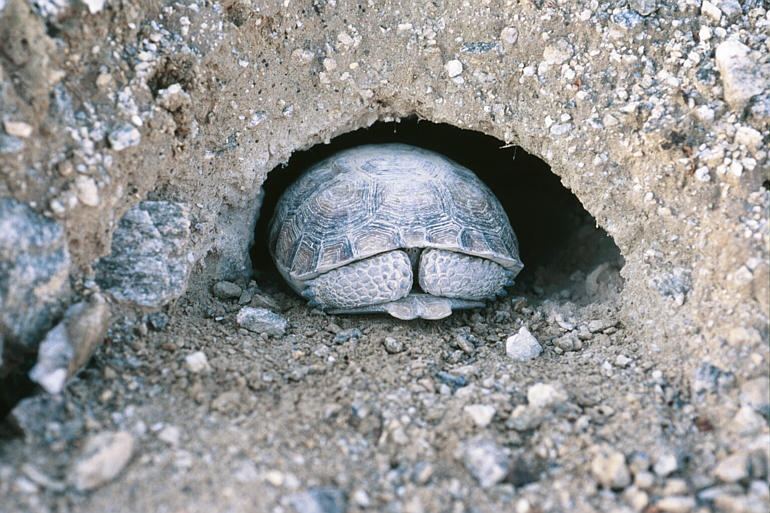
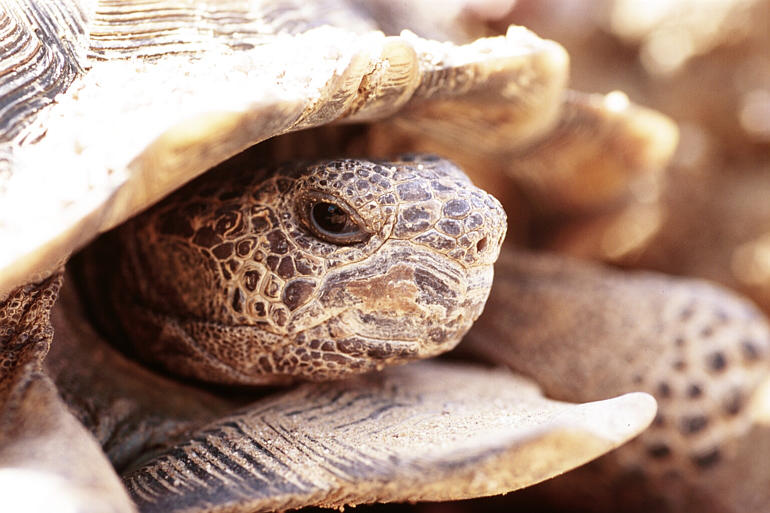
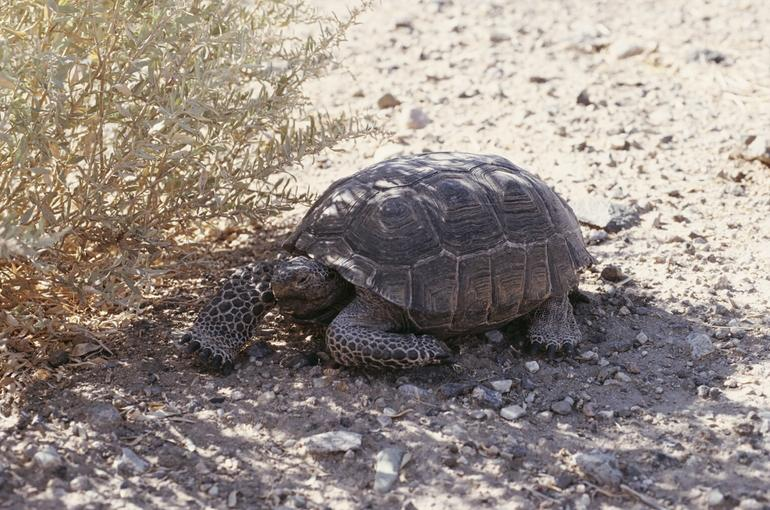
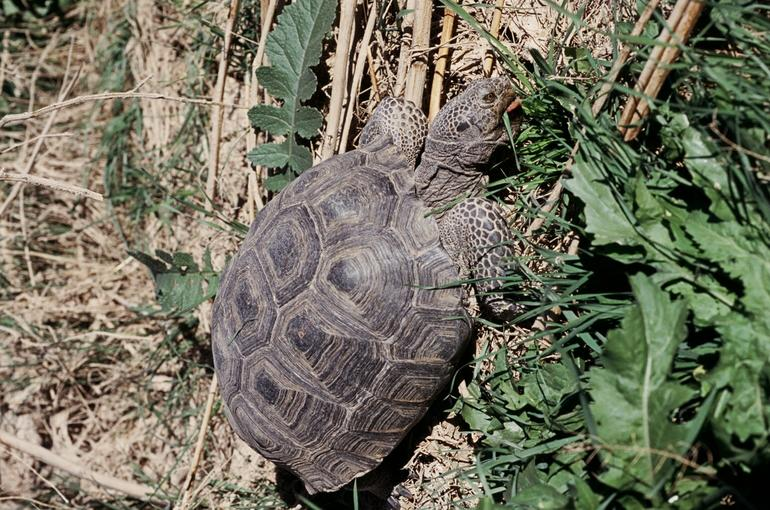